# Thinkin Bout You
Singles de Frank Ocean
No Church in the Wild
(2012) Pyramids
(2012)
Thinkin Bout You est une chanson du chanteur Frank Ocean sortie en avril 2012, issue de l'album Channel Orange.